# Doina
Doina, także m.in. Hore (Horie) lungă, Cântec lung – rumuńska liryczna pieśń ludowa, pokrewna ukraińskiej dumie.
Zwykle śpiewana jest przez jednego wykonawcę – kobietę lub mężczyznę, z akompaniamentem lub bez, nierzadko improwizowana. Teksty doiny mają duży ładunek emocjonalny – traktują o miłości, smutku, żałobie, tęsknocie. Do melodii doiny śpiewane są również kołysanki. Wyróżnia się trzy rodzaje doiny:
- doinę z terenów Marmarosz, Năsăud, Bukowiny i północnej Oltenii, charakteryzującą się wąską skalą, melodią utrzymaną z reguły w skali molowej, bogatą ornamentyką powtarzających się wariacji;
- doinę z terenów Marmarosz, Năsăud, Bukowiny, północnej Oltenii, Siedmiogrodu, Muntenii i Mołdawii charakteryzującą się szerszą skalą i prostszą melodią;
- doinę z południowej części Rumunii traktującą o miłości de dragoste, charakteryzującą się bogatą linią melodyczną.

Upowszechnienie doiny zawdzięcza się Béli Bartókowi.
W Polsce przedrozbiorowej doina była znana pod nazwą dumki wołoskiej. W Wilanowie na dworze królewskim Jana III Sobieskiego obok dumek kozackich król chętnie słuchał doiny (dumki wołoskie), które były grywane przez kapelę kozacką.
W 2009 roku doina została wpisana na listę niematerialnego dziedzictwa UNESCO.